# 롤프 색슨
롤프 색슨(Rolf Saxon, 1955년 7월 7일 ~ )은 미국의 영화배우, 텔레비전 배우, 성우, 연극 배우이다.
알렉산드리아에서 태어났다.

## 영화
- 더 북 오브 다니엘 (2013년)
- 빙 어스 (2013년) - 매드론 역
- RKO 281 (1999년)
- 엔트랩먼트 (1999년)
- 라이언 일병 구하기 (1998년)
- 007 네버 다이 (1997년)
- 미션 임파서블 (1996년)
- 나이트 워치 (1995년)
- 인질들 (1993년)
- 늑대 미녀 (1990년)
- 돌아오지 않은 Kal 007기 (1989년)
- 데스티니 (1988년)
- 디스플레이스 퍼슨 (1985년)
- 밤은 부드러워 (1985년)
- 특공대작전 2 - 재편성 부대 (1985년)
- 1984 (1984년)
- 정의의 사관 (1983년)
- 소공자 (1980년)